# 中村繁之
中村 繁之（なかむら しげゆき、1967年〈昭和42年〉9月1日 - ）は、日本の俳優。千葉県船橋市生まれ、同千葉市花見川区育ち。かつてはジャニーズ事務所所属のアイドルであった。ニックネームは「シゲ」。一児の父。

## 所属事務所
ジャニーズ事務所 → 融合事務所 → ミナクル・カンパニー → マリー社

## ジャニーズ時代の参加ユニット
- イーグルス
- サンデーズ

## 学歴
- 八千代台まこと幼稚園 → 千葉市立花見川第五小学校 → 千葉市立花見川第二中学校 → 明治大学附属中野高校（定時制）

## 来歴
- 1982年1月31日、丸坊主&学ラン姿で、ジャニーズ事務所のオーディションに合格[1]。
- 1983年3月25日、ジャニーズJr.内ユニット「イーグルス」のメンバーとしてレコードデビュー。しかし、同グループは後に自然消滅。
- 1984年、NHK『レッツゴーヤング』のレギュラーとなり、「サンデーズ」の一員として活動[1]。この時の芸名も、まだ本名の「中村成幸」だった。
- 1985年7月24日、『Doファッション』という曲でソロレコードデビューを果たす。その際に、本名の「中村成幸」から、現在の「中村繁之」という芸名に改名した。ソロデビュー時のキャッチフレーズは「一本、一気」。今でも活動している同期デビューには、中山美穂、南野陽子、浅香唯、井森美幸、森口博子、芳本美代子、森川美穂、いしのようこなどがいる。同年の新人賞レースでは新宿音楽祭(文化放送主催)金賞(最高賞)、朝日放送ヤング歌謡大賞・新人グランプリに輝いた他、銀座音楽祭(ニッポン放送主催・フジテレビ後援)で大衆賞を受賞した。
- 1993年、ジャニーズ事務所を退所[1]。
- 2016年5月25日に中村繁之&THE JARI-TAで30年振りにバンドを組みニューアルバム『再生』（Reborn）を発売。

## 出演

### テレビドラマ
- どっきり双子先生・乙女学園男子部シリーズ（1983年 - 1984年、フジテレビ、月曜ドラマランド） - 徹 役
  - どっきり双子先生・乙女学園男子部1（1983年11月14日）
  - どっきり双子先生・乙女学園男子部2（1983年11月21日）
  - どっきり双子先生・乙女学園男子部3（1983年12月5日）
  - どっきり双子先生・乙女学園男子部4（1984年1月30日）
  - どっきり双子先生・乙女学園男子部5（1984年2月6日）
  - どっきり双子先生・乙女学園男子部6（1984年2月20日）
  - どっきり双子先生・乙女学園男子部7（1984年3月5日）
  - どっきり双子先生・乙女学園男子部8（1984年3月19日）
- 乙女学園すみれ寮シリーズ（1984年、フジテレビ、月曜ドラマランド） - 生徒 役
  - 乙女学園すみれ寮1（1984年4月23日）
  - 乙女学園すみれ寮2（1984年7月2日）
  - 乙女学園すみれ寮3（1984年8月6日）
  - 乙女学園すみれ寮4（1984年9月10日）
- シンデレラの財布（1984年、TBS） ゲスト出演のみ
- な・ま・い・き盛り（1986年10月16日 - 12月18日、フジテレビ） - 樋口浩介 役[1]
  - な・ま・い・き盛りスペシャル（1987年4月2日）
- 独眼竜政宗（1987年1月4日 - 12月13日、NHK総合・大河ドラマ）
- 生徒諸君!（1987年6月8日、フジテレビ、月曜ドラマランド） - 岩崎祝 役
- スケバン保母さん ツッパリ風雲録（1987年7月6日、フジテレビ、月曜ドラマランド）
- 原宿初恋探偵社（1987年9月7日、フジテレビ、月曜ドラマランド）
- ガクエン情報部H.I.P.（1987年9月21日、フジテレビ、月曜ドラマランド） - 泊桃太 役
- 恋はハイホー!（1987年10月21日 - 1988年1月27日、日本テレビ） - 金田裕 役
- ギョーカイ君が行く!（1987年10月5日 - 11月9日、フジテレビ） - 中野隆二 役
- 風呂上がりの夜空に（1987年11月10日 - 12月22日、テレビ朝日）
- 熱っぽいの!（1988年4月14日 - 7月7日、フジテレビ） - 花岡優 役
- 南野陽子のおかしなおかしな大脱走（1988年10月5日、TBS）
- 金太十番勝負!（1988年10月20日 - 12月22日、フジテレビ） - 相沢浩 役
- 卒業（1990年1月12日 - 3月30日、TBS） - 森下 役
- ザ・刑事（1990年4月15日 - 9月30日、テレビ朝日） - 津村純（刑事） 役
- 代議士秘書の犯罪（1990年10月29日、TBS、月曜ドラマスペシャル）
- 太平記（1991年1月6日 - 12月8日、NHK・大河ドラマ） - 楠木正行 役
- バレンタインに何かが起きる「第2話 パターンB(花のOL編) 恐怖の義理チョコ[2]」（1991年2月、TBS、月曜ドラマスペシャル） - 良喜 役
- 世にも奇妙な物語「運命の赤い糸」（1991年2月、フジテレビ） - 奥田高志
- あなたの知らない世界「不思議な愛の物語・愛弔花」（1991年3月30日、日本テレビ）
- ピットに賭ける恋（1991年9月23日、フジテレビ）
- ホテルドクター（1993年1月12日 - 3月23日、ABC） - 三谷一郎 役
- 木曽路殺人事件（1993年11月13日、テレビ朝日、土曜ワイド劇場） - 潮秀政（刑事） 役
- 帰ってきたOL三人旅　金沢湯けむり不倫旅行殺人事件（1994年4月8日、フジテレビ、金曜エンタテイメント）
- ひとり家族（1994年9月5日 - 10月28日、TBS、花王 愛の劇場）長島朋一
- ドラマ新銀河（NHK）
  - 赤ちゃんが来た（1994年） - 神田進 役
- JTドラマBOX 君に伝えたい
  - 第10話「遠距離恋愛白書」（1994年6月5日、MBS）
- 法医学教室の事件ファイルシリーズ（1995年 - 1996年、テレビ朝日、土曜ワイド劇場） - 矢代涼（神奈川県警横浜東警察署刑事課） 役
  - 新・法医学教室の事件ファイル　死体が盗まれた!!（1995年4月22日）
  - 新・法医学教室の事件ファイル　死斑が2度動く!?（1995年7月22日）
  - 新・法医学教室の事件ファイル　バラバラ死体が無実の証拠に!?（1996年5月11日）
- HOTEL 第4シリーズ 第7話「お客様は逃亡者!?」（1995年5月25日、TBS） - 荒木 役 ※ゲスト出演
- エリアコードドラマ 「TV局物語 今にみてろ」（1995年7月 - 9月、北海道テレビ放送）
- リング（1995年8月11日、フジテレビ、金曜エンターテイメント） - 吉野 役
- 救急指定病院6（1996年9月17日、日本テレビ、火曜サスペンス劇場）
- 七曲署捜査一係シリーズ（1997年 - 1999年、日本テレビ） - 青井宗吉（刑事） 役
  - 七曲署捜査一係（1997年7月18日）
  - 七曲署捜査一係'98（1998年10月30日）
  - 七曲署捜査一係'99（1999年11月26日）
- 水戸黄門（TBS）
  - 第25部第9話「瞼の父は銭の虫・吉野」（1997年2月17日） - 和吉 役
  - 第34部第13話「贋作描いた御老公!?・久保田」（2005年4月18日） - 鶴吉 役
  - 第38部第1話「小藩を救え!いざ西へ」（2008年1月7日） - 山内裕之進 役
  - 第39部 - 第41部（2008年10月 - 2010年4月） - 徳川綱吉 役
- 姑は名探偵芹澤雅子 八丈島南国リゾート殺人事件（1997年7月、フジテレビ、金曜エンタテイメント） - 添田 役
- 車いすの金メダル（1998年2月2日 - 3月27日、MBS、ドラマ30） - 徹也 役
- 早乙女千春の添乗報告書 日光・鬼怒川湯けむりツアー殺人事件（1999年5月31日、TBS、月曜ミステリー劇場）
- おもろい夫婦事件帳2（2000年、フジテレビ、金曜エンタテイメント）
- 幼稚園ゲーム（2001年2月5日 - 3月30日、CBC、ドラマ30） - 村上順平 役
- 医局派遣医　藪仁平（2003年4月18日、フジテレビ、金曜エンタテイメント） - 岡部和也 役
- ダンシングライフ（2003年5月5日 - 6月6日、TBS、愛の劇場） - 鈴木優司 役
- 浅草骨董屋・江戸っ娘 迷探偵の列島怪談事件1（2002年7月14日、フジテレビ、金曜エンタテイメント）
- はるちゃん6（2002年9月30日 - 12月27日、東海テレビ）
- アットホーム・ダッド（2004年4月13日 - 6月29日、関西テレビ） - 上田聡 役
  - アットホーム・ダッドスペシャル（2004年9月28日）
- 夢で逢いましょう（2005年4月14日 - 6月23日、TBS） - 森島正人 役
- 7人の女弁護士「第4話」（2006年5月4日、テレビ朝日） - 姫野栄二 役 ※ゲスト出演
- 銭華〜銀座ホステス株バトル〜（2007年6月20日、日本テレビ、ドラマコンプレックス） - 星原貴之 役
- 遠山の金さん（2007年1月16日 - 3月20日、テレビ朝日） - 松吉 役
- 赤川次郎ミステリー 4姉妹探偵団「第4話　死神に愛された女」（2008年2月8日、テレビ朝日系） - 木下 役
- 神楽坂署生活安全課4　ご近所トラブル殺人事件（2008年4月30日、テレビ東京、水曜ミステリー9）
- 旅行作家・茶屋次郎8（2008年9月3日、テレビ東京、水曜ミステリー9） - 園田茂樹 役
- 相棒 Season8 第5話「背徳の徒花」（2009年11月、テレビ朝日） - 片倉渉 役 ※ゲスト出演
- おみやさん（テレビ朝日）
  - おみやさん 第7シリーズ「第3話」（2010年5月6日） ※ゲスト出演
  - おみやさん 第8シリーズ「第8話」（2011年6月16日） - 金田俊 役 ※ゲスト出演
- 警視庁取調官　落としの金七事件簿（2010年5月29日、テレビ朝日、土曜ワイド劇場枠） - 鈴本忠一 役
- SP〜警視庁警護課（2011年10月8日、テレビ朝日、ドラマスペシャル） - 石鍋洋介 役
- 医師・円城寺修 杜の都の死刑囚 （2011年12月5日、TBS、月曜ゴールデン） - 広瀬幸治 役
- 私の嫌いな探偵 最終話（2014年3月7日、テレビ朝日） - 水沢晋作 役 ※ゲスト出演
- ジゴロinシェアハウス（2015年3月13日 - 、TBSチャンネル） - 貴島義昭 役
- 婚活刑事 第8話（2015年8月20日、読売テレビ） - 別府幸一 役 ※ゲスト出演
- 北海道警察4（2015年9月21日、TBS、月曜ゴールデン） - 米本忠志 役
- 警視庁・捜査一課長 第7話・最終回（2016年5月～6月、テレビ朝日） - 斉田満 役 ※ゲスト出演

### 映画
- あいつとララバイ（1983年12月24日公開、東宝）
- V.マドンナ大戦争（1985年7月13日公開、松竹富士） - 石岡英（生徒会長） 役
- ザ・サムライ（1986年2月15日公開、東映） - 主演・血祭武士 役
- キャンプで逢いましょう（1995年、東宝）
- Morocco〜横浜愚連隊物語 PART1（1996年5月4日公開、ムービーブラザーズ） - 佐野健二 役
- Morocco〜横浜愚連隊物語 PART2（東映）
- 借王2（1997年、日活） - 三上政勝(代議士吉川清太郎の第二秘書) 役
- 実録新宿の顔 新宿愚連隊物語（1997年3月15日公開、ムービーブラザーズ） - 星野健作 役
- まむしの兄弟（1997年11月22日公開、東映） - 勝次（まむしの弟分）役
- 安藤組外伝 群狼の系譜3（1998年） - 小諸久（若年期）役
- 実録・九州やくざ戦争 九州の義王（2006年）
- 絆 -KIZUNA- (映画)（2019年5月1日公開）

### Vシネマ
- 平成U-Kara 三姉妹
- どチンピラ11（1995年）
- 安藤組外伝 群狼の系譜3 （1999年、東映ビデオ）
- 実録・日本ヤクザ抗争史 鯨道5 侠骨 死闘編（2001年）
- 実録・日本ヤクザ抗争史 鯨道6 侠骨 完結篇（2001年）
- 実録・鯨道7 伝説のヤクザ武闘烈伝（2001年）
- 実録・日本やくざ烈伝 義戦（2001年）全2作 - 池澤望
  - 実録・日本やくざ烈伝 義戦 昇龍篇（2001年）
  - 実録・日本やくざ烈伝 義戦2 昇華篇（2001年）
- ゾンビ屋れい子3（2004年）
- 実録・広島四代目（2004年） - 安田恭二
  - 実録・広島四代目 第一次抗争編（2004年3月）
  - 実録・広島四代目 第二次抗争編（2004年4月）
- 汚れた代紋（2007年） - 綿貫連合会 山堂会組員 風間一雄
- 侠宴 〜実録・阿形充規の半生〜（2009年） - 主演・義龍会会長 尾形充規(龍豊会副会長→義龍会会長)
- 日本統一57（2023年） - 鶴岡則明（港湾組合会長）

### バラエティ
- スポーツマンNo.1決定戦（TBS）

初出場の第1回から、出場した4大会全てでFINALに進出し「ミスターファイナリスト」と呼ばれる。第2回では、QUICK MUSCLEで一時的に芸能人記録を樹立した。LOG相撲では3位決定戦でケイン・コスギに勝利し、総合でも3位。第7回ではMONSTER BOXで自己新記録の15段、QUICK MUSCLE 3位、POWER FORCE準決勝進出、TAIL IMPOSSIBLE 6位(第3レース棄権)と安定した成績で、最終総合ランキングは6位。特にQUICK MUSCLEに賭けていて、毎回自己記録を更新している。最後の出場である第9回は当時、芸能人歴代3位の166回を叩き出し、念願の種目別No.1を獲得した。第1回総合4位、第2回総合3位、第7回・9回総合6位、QUICK MUSCLE No.1 1回
MONSTER BOX 15段、QUICK MUSCLE 166回、SHOT-GUN-TOUCH 11m30cm、BURN OUT GUYS（1分22秒45）、ETERNAL JUMP 通算回数332回。
- SASUKE（TBS） -  第2回大会で3rd STAGE進出
- リンカーン (テレビ番組)（TBS）2013年5月21日、1967年生まれ運動神経同級生No.1決定戦！優勝
- 虎ノ門市場（テレビ東京）
- クイズ!脳ベルSHOW (第893回 - 第895回、2020年3月11日 - 2020年3月13日、BSフジ)

### 吹き替え
- ボーン・スプレマシー （マット・デイモンが扮するジェイソン・ボーン役を担当）

### 舞台・ミュージカル
- ミュージカル・アドベンチャー 『ザ・サスケ』
（1985年4月 - 5月、梅田コマ劇場） 高橋一也の代役で1日だけの出演。
- 「少年隊ミュージカルPLAYZONE」シリーズ （通称・プレゾン、PZ）

1. PLAYZONE'88 「カプリッチョ -天使と悪魔の狂想曲-／THE SHOW」 （1988年）ドラム担当
2. PLAYZONE'89 「Again」 （1989年） - ヒロ 役
3. PLAYZONE'91 「SHOCK」 （1991年）

- 沖田総司 （1988年8月、大阪・新歌舞伎座、【主演：東山紀之】） - 田中伊織 役
- 神戸発新作第2弾 オリジナル・ミュージカル 「ローマを見た! ―天正の少年使節ものがたり―」（1989年、初主演舞台） - 主演・中浦ジュリアン 役[3]
- なよたけ - 清原ノ秀臣 役
- ぼくのシンデレラ - 主演
- バルセロナ物語 - ヘロ・ソロンゴ 役
- サウンド・オブ・ミュージック - 郵便配達人のロルフ・グルーバー 役
- 男が家を出る時
- ブルーエンジェル
- 音楽座ミュージカル「アイ・ラブ・坊っちゃん2000」（2000年1月8日 - 23日、新国立劇場） - 坊ちゃん 役
- 方南ぐみ公演 「吸ったら御免!!」 （2000年3月22日 - 24日、本多劇場）客演
- こまつ座 第64回公演 井上ひさし作品「連鎖街のひとびと」音楽監督の石谷一彦役。（2001年12月12日-23日、紀伊国屋ホール）（2002年1月6日、山形・川西町、24日～28日北海道各地）
- 日中国交正常化30周年記念公演「夢があるから!」中国公演（2002年）
- 藤あや子特別公演「古都の恋歌」(2002年10月新歌舞伎座)
- 女の春夏秋冬ふられ節(2003年4月新歌舞伎座)
- 大月みやこ奮闘公演「夫婦漫才」(2003年7月新宿コマ劇場)
- 松平健公演「暴れん坊将軍～愛怨おしどり道中」(2003年9月御園座)
- ねずみ小僧　危機一髪!!(2004年2月明治座)
- 中村美津子特別公演「華麗!美津子の名曲花舞台」(2004年7月新歌舞伎座)
- 里見浩太朗特別公演「大石内蔵助」(2004年10月明治座)
- 細川たかし新春特別公演「晴姿!次郎長富士」(2005年1月新歌舞伎座)
- 北大路欣也特別公演「佐渡島太吉の生涯」(2005年9月御園座)
- 細川たかし特別公演「晴姿！次郎長富士」(2005年12月新宿コマ劇場)
- 弁慶(2006年3月・7月御園座、主演：松平健) - 源義経 役
- 暴れん坊将軍(2006年10月新歌舞伎座、主演：松平健)
- 細川たかし・長山洋子特別公演「ゆうれい貸します・うらめし屋繁盛記」(2007年4月新歌舞伎座)
- 細川たかし・長山洋子特別公演「弥太郎・鶴姫　さみだれ道中」(2007年6月明治座・7月御園座)
- 松井誠特別公演「乾いて候」(2007年12月新歌舞伎座)
- 小林幸子　魔術の女王　天勝物語(2008年3月御園座・7月博多座・10月明治座)
- 細川たかし・長山洋子特別公演「ゆうれい貸します・うらめし屋繁盛記」(2009年2月明治座)
- 松井誠　特別公演(2009年4月明治座・5～11月全国ツアー)
- 松井誠　特別公演「空よ、海よ、わが母よ」(2010年8月、御園座)
- 暴れん坊将軍(2012年1月、新歌舞伎座、主演：松平健)
- 水谷千恵子「演歌ひとすじ40周年記念リサイタル」(2012年5月・6月大阪シアタードラマシティー・福岡国際会議場メインホール・渋谷文化センター大和田　さくらホール・名鉄ホール・仙台電力ホール・愛媛ひめぎんホール)
- 水谷千恵子「演歌ひとすじ40周年記念リサイタル 満員御礼！！ありがとうをもっと伝えたくて 大感謝祭☆豪華特別フィナーレ」（2012年8月渋谷公会堂）
- 仮面ティーチャーミュージカル(2015年9月ブルーシアター六本木)
- 主演「SMOKY　HEAVEN」(2016年10月シアターグリーン)
- ちちいく　～父、逝く、、、～(2018年5月名古屋 東建ホール・大阪YESTHEATER・新宿FACE、10月三越劇場)
- 悪い女は、よく拝む(2018年6月テアトルBONBON)
- タクシードライバー(2019年11月キンケロシアター)
- 五島崩れ(2019年12月博多座)
- 音楽劇 獅子吼(2020年10月・11月上野ストアハウス)
- CRUSH KITCHEN ENTERTAINMENT VOL.3「サタデーナイトスペシャル」(2022年10月六行会ホール)
- 紀伊國屋ホール開場60周年記念公演 たやのりょう一座第13回公演「蒲田行進曲」（2024年5月、紀伊國屋ホール）[4]
- Thank you very マッチ de SHOW「ギンギラ学園物語」（2024年12月、明治座）[5]
- Thank you very マッチ de SHOW「ギンギラ学園物語 新春！再びマッチでーす！」（2025年12月 - 2026年1月〈予定〉、明治座）[6]

### ラジオ
- 中村繁之のヤングタウンTOKYO 『Shige's Cafeへようこそ』 （1985年10月 - 1986年4月、TBSラジオ）
- 中村繁之のヤングタウンTOKYO 『シゲのライブインハウス』 （1986年4月 - 1986年10月、TBSラジオ）
- 『錦織一清のスーパーギャング』 （1989年4月 - 1991年3月、TBSラジオ）
- ラジオドラマ『西遊妖猿伝』 全4回 （NHK-FM 「アドベンチャー・ロード」 1989年10月30日 - 11月2日） 錦織一清との共演
- ラジオドラマ『続・西遊妖猿伝』 全5回 （NHK-FM 「アドベンチャー・ロード」 1990年3月26日 - 3月30日） 錦織一清との共演

### CM
- ハウス食品 「バーモントカレー」 （1985年7月 - 1986年7月）[1]
- キリンビール 「冬仕立て」 （内藤剛志との共演作）

## ディスコグラフィ

### シングル
| 発売日               | 面                   | タイトル                                     | 規格                 | 規格品番             |
| ワーナー・パイオニア | ワーナー・パイオニア | ワーナー・パイオニア                         | ワーナー・パイオニア | ワーナー・パイオニア |
| -------------------- | -------------------- | -------------------------------------------- | -------------------- | -------------------- |
| 1985年7月24日        | A                    | Do ファッション                              | EP                   | L-1717               |
| 1985年9月26日        | A                    | カイショウ無いね                             | EP                   | L-1721               |
| 1986年2月12日        | A                    | 雷魂                                         | EP                   | L-1727               |
| 1986年6月25日        | A                    | マジカル・シンデレラ                         | EP                   | L-1744               |
| 1990年8月10日        | 1                    | ガラスの靴〜ぼくのシンデレラ・テーマソング〜 | CT                   | BCT-1                |
| 2022年9月4日         | 1                    | 少年の瞳のままで                             | CD                   |                      |
| 2022年9月4日         | 2                    | がんばらなくていいよ                         | CD                   |                      |

### アルバム
| 発売日                   | タイトル | 規格                 | 規格品番             |
| ワーナー・パイオニア     | ワーナー・パイオニア | ワーナー・パイオニア | ワーナー・パイオニア |
| ------------------------ | --- | -------------------- | -------------------- |
| 1986年3月25日            | Shi-GE | LP                   | L-12574              |
| Earth Music Entatainment | |                      |                      |
| 2016年5月25日            | 再生（Reborn） ※ 中村繁之 & THE JARI-TA名義 1. 明日の光 2. 開拓者 3. 零 4. 黒的の瞳 5. はじめの一歩 6. For My Dream 7. Two Hearts 8. 零 (monologue Ver.) | CD                   | EME-STJ001           |

## 写真集
- 『中村繁之in Hawaii』近代映画社、1986年3月10日。